# Puff, Puff, Pass
Pour les articles homonymes, voir Puff.
Puff, Puff, Pass (parfois désigné sous son titre de préparation Easier, Softer Way) est un film américain de 2005 réalisé et interprété par Mekhi Phifer. Jaleel White y fait une apparition.

## Fiche technique
- Titre : Puff, Puff, Pass Puff
- Réalisation : Mekhi Phifer
- Scénario : Ronnie Warner et Kent George
- Image : Arthur Albert
- Son : Tony Kucenski
- Montage : Vince Fillipone
- Décors : Manuela Schmidt
- Date de sortie : 2005
- Production : William K. Baker et Rob Hardy pour Sony Pictures
- Pays d'origine : États-Unis
- Langue : anglais
- Durée : 94 minutes

## Distribution
- Mekhi Phifer
- John C. McGinley
- Ronnie Warner
- Terry Crews
- Mo Collins
- Jaleel White
- Jonathan Banks : Lance
- Danny Masterson